# Хірургічна операція

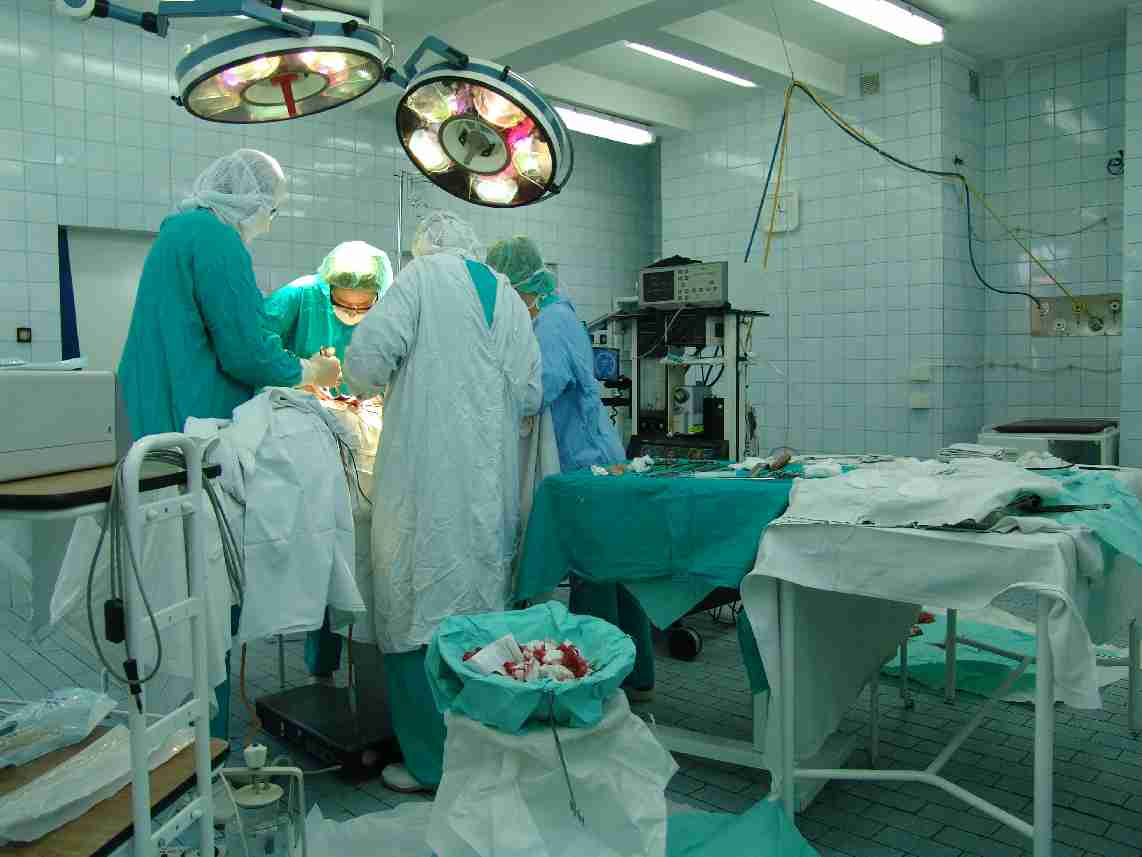
Хірурги під час операції в операційній

Хірургі́чна опера́ція, також хірургі́чне (операти́вне) втруча́ння (від лат. operatio — «роблю», «дію») — комплекс дій над тканинами чи органами людини, які проводить лікар-хірург з лікувальною метою, а також для діагностики та корекції функцій організму, за допомогою різних способів роз'єднання та сполучання тканин із застосуванням знеболювання.
Більшість хірургічних операцій виконують в операційній кімнаті.
Усі операції мають показання та протипоказання до виконання. Причому вони є абсолютні та відносні.
Абсолютні показання до виконання операції вказують на те, що не виконання операції з високою ймовірністю призведе до смерті пацієнта (наприклад, гангренозний апендицит необхідно видалити, в іншому випадку розвиток перфорації та гнійного перитоніту ще більше погіршить уже важкий стан пацієнта, що зумовить боротьбу медиків за його життя, а не за одужання).
Відносні показання вказують на те, що операція полегшить або покращить якість життя пацієнта, але критичного впливу на стан здоров'я довший час не матиме, однак її виконання може скоригувати порушення та попередити виникнення можливих ускладнень чи захворювань.

## Складові частини

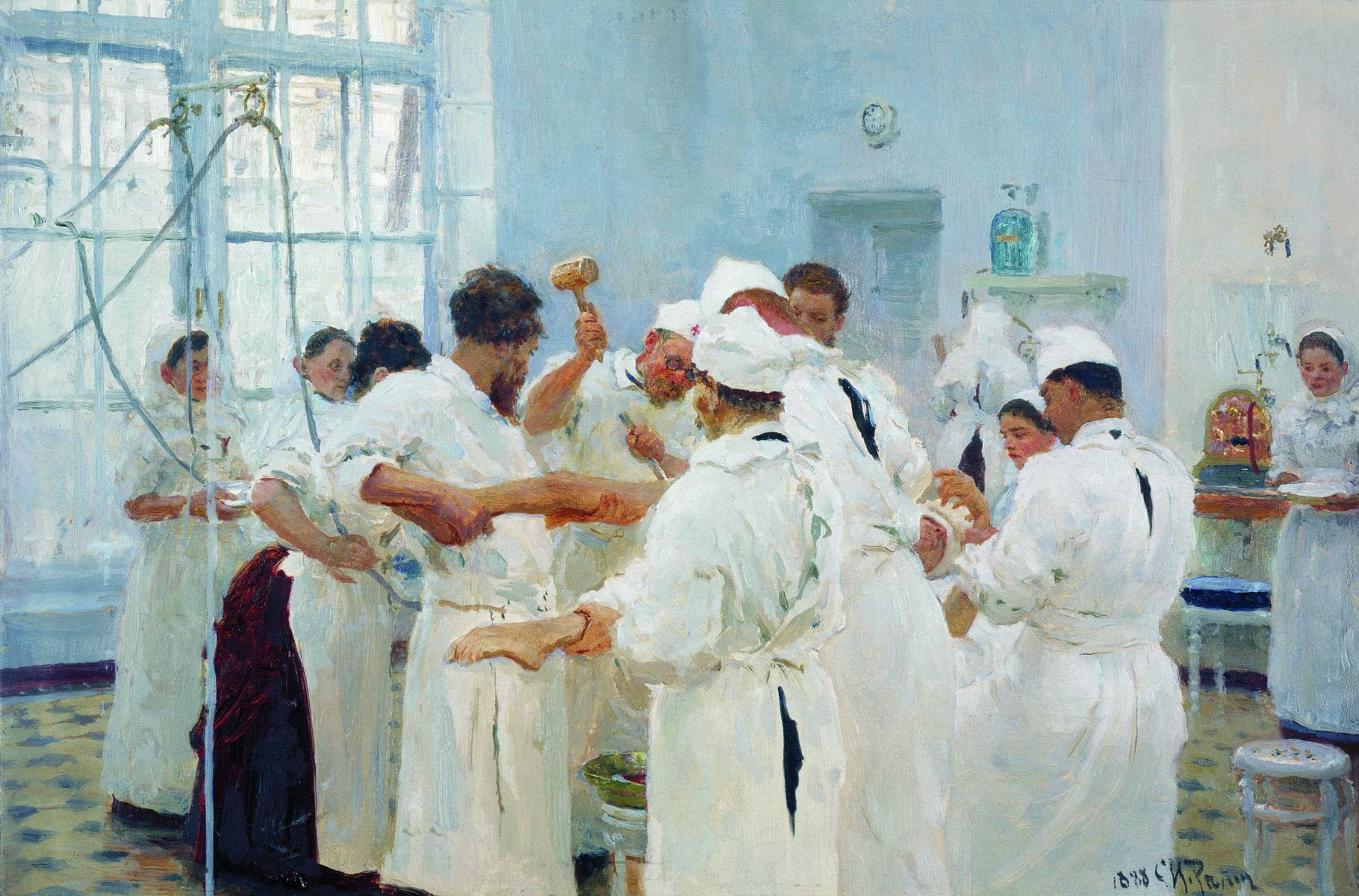
Оперує Павлов Є.В.

Хірургічна операція складається з оперативного доступу (оголення органу або його частини) та способу (власне хірургічної маніпуляції) та виходу (відновлення цілісності організму).
Для роз'єднання тканин та зупинки кровотечі (проведення гемостазу) під час операції використовують прилади, що генерують високочастотний електричний струм (електрокоагуляція), радіочастотний (радіочастотна абляція аберантних пучків провідної системи серця тощо), лазерне випромінювання, ультразвукові хвилі (ультразвуковий скальпель); наднизькі температури застосовуються для виконання кріодеструкції тканин. Крім того, високочастотний електричний струм може застосовуватись для з'єднання тканин за допомогою електрозварювання. Проте механічний вплив, накладання лігатури, прошивання та інші (інструментами в руках хірурга) залишається основним у хірургічній техніці.
Хірургічний метод лікування відрізняється від іншого основного методу лікування — консервативного — наявністю роз'єднання та  сполучання тканин — двома основними технічними прийомами за допомогою хірургічного інструментарію. Таким чином, ін'єкція, пункція є невеликими хірургічними операціями, але постановка клізми, дренування порожнини через природні отвори та канали, вправлення вивиху — ні, тому що відсутнє роз'єднання тканин.
Хірургічний метод відрізняється тим, що окрім вираженого лікувального ефекту, його застосування завжди супроводжується операційною травмою.

## Класифікація операцій

### За метою хірургічного втручання

#### Лікувальні

##### Радикальні
Мета — повністю усунути причину патологічного процесу (гастректомія при раці шлунка, холецистектомія при калькульозному холециститі). Радикальна операція не обов'язково є операцією по видаленню. Існує велика кількість реконструктивно-відновлювальних (пластичних) радикальних операцій, наприклад, пластика стравоходу при рубцевій стриктурі.

##### Паліативні
Мета — частково усунути причину патологічного процесу, тим самим полегшуючи його перебіг. Виконуються, коли радикальна операція неможлива (холедохо-дуоденоанастомоз при раку головки підшлункової залози з метою ліквідації механічної жовтухи, що виникає при стисканні карциномою загального жовчного протоку (холедоха). У назві операції іноді вводиться пояснювальний термін, який характеризує її мету. Паліативна операція не завжди означає неможливість та безперспективність вилікування хворого (наприклад, при тетраді Фалло («синя» вада серця) після паліативної операції у немовлячому віці, є можливість радикальної хірургічної корекції надалі).

#### Діагностичні
Проводяться з метою уточнення діагнозу, коли неінвазивні методи недостатньо інформативні. Наприклад, діагностична лапароскопія, пункційна біопсія печінки, резекційна біопсія лімфатичного вузла.

### За невідкладністю
- Екстрені. Проводяться негайно, після постановки попередньо діагнозу. Мета — врятування життя пацієнта. За екстреним показанням повинні виконуватися конікотомія при гострій непрохідності верхніх дихальних шляхів; пункція перикардиального мішка при гострій тампонаді серця.

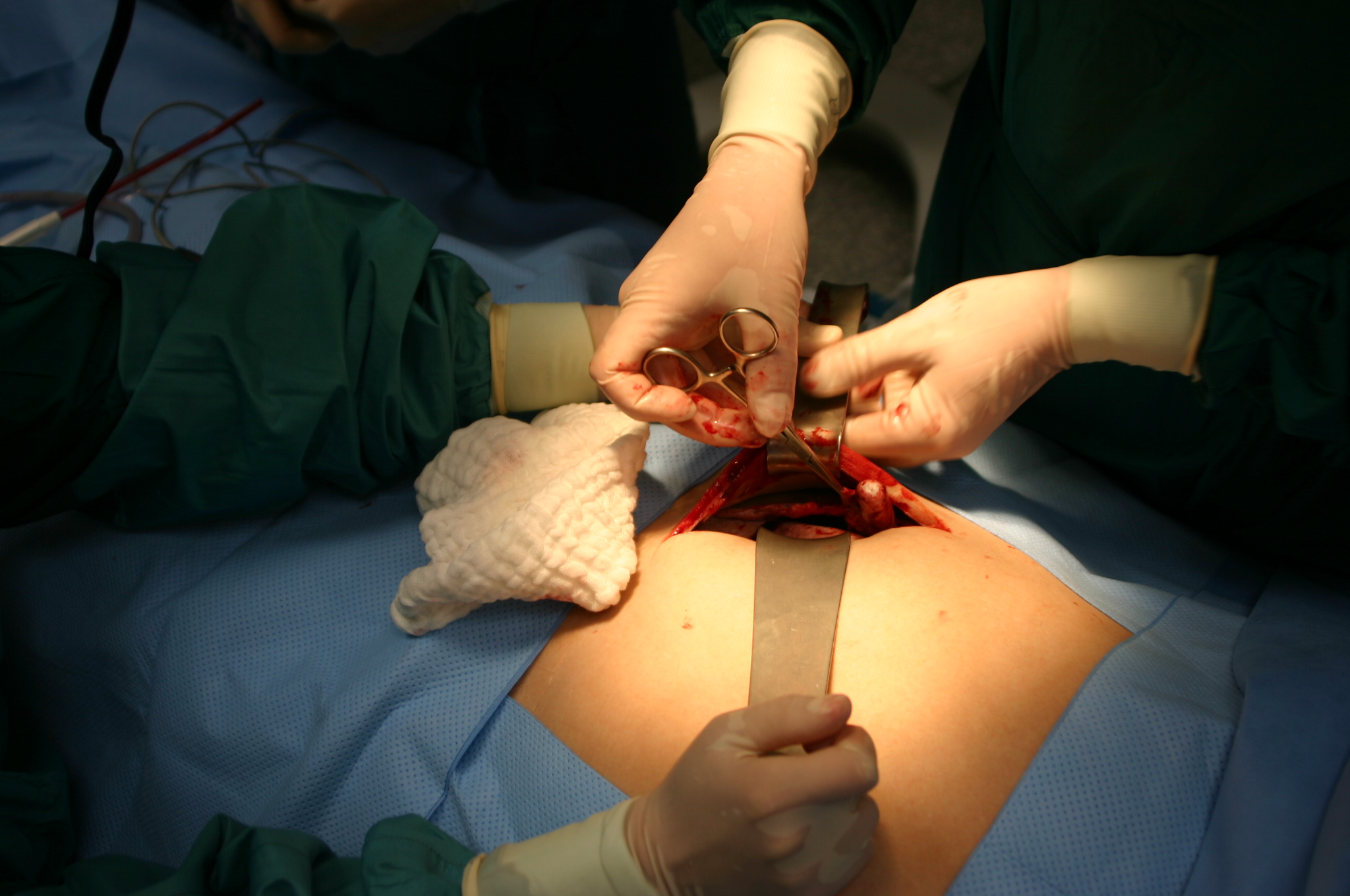
Апендектомія — операція видалення червоподібного відростка. На знімку етап доступу до черевної порожнини.

- Термінові. Проводяться у перші години надходження у стаціонар. Так, при постановці діагнозу «гострий апендицит» пацієнта потрібно прооперувати у перші 2 години після госпіталізації до хірургічного стаціонару.
- Планові операції виконуються після повної предопераційної підготовки в той час, який зручно з лікувальних та організаційних міркувань. Це не означає, однак, що затримувати планову операцію можна на який завгодно термін, тому що необґрунтоване відстрочення операції веде до зниження її ефективності.

### За ступенем інфікування тканин
- чисті (планові первинні операції без розкриття просвіту порожнистих органів: герніотомія з герніопластикою (без ускладнення), резекція щитоподібної чи молочної залози та інші)
- умовно чисті (первинні операції з розкриттям порожнистих органів в яких потенційно міститься патогенна мікрофлора: планова холецистектомія, планова екстирпація матки та інші; повторні операції з ймовірною інфекцією що «дрімає» (видалення «підозрілих» рубців, сером та інші))
- брудні (контаміновані) (операції первинні чи повторні на органах що містять патологічну мікрофлору, яка не викликала гнійне запалення: ургентна холецистектомія, апендектомія деструктивно зміненого апендиксу)
- забруднені (інфіковані) (операції в умовах гнійного запалення тканин, органів і систем: гнійний перитоніт, емпієма плеври чи жовчного міхура, видалення нирки при піогідронефрозі та інші)

### За кількістю виконаних операцій
- Первинна (виконується вперше з приводу даного захворювання)
- Повторна (найчастіше, виконується з приводу післяопераційного ускладнення)
- Етапна (операції які виконуються послідовно з певним інтервалом для лікування однієї патології, коли одномоментна реалізація неможлива, наприклад через важкий стан пацієнта, використання технологій які неможливо одночасно застосувати, необхідність поступового формування результатів операції, яка опирається на попередній етап):
  - одномоментна
  - двомоментна (двоетапна)
  - багатоетапна

### За обсягом виконаних прийомів
- Симультанні (тобто під час однієї операції виконуються декілька оперативних прийомів на різних органах — наприклад, апендектомія та вшивання кісти яєчника, виконані з апендектомічного доступу при апоплексії кісти яєчника, діагностованої інтраопераційно)
- Розширені (виконання операції на двох та більше органах з приводу одного захворювання)

### За характером оперативного прийому
- Incisio — розріз.
- Tomia — розсічення тканин, може бути поздовжними, поперечними, косими, під кутом, комбінованими.
- Sectio — розділ, розділення (виділяти «з чогось»), гострим шляхом.
- Dissectio — дисекція («анатомізація») процес виділення певних анатомічних структур, з метою їх кращої візуалізації (див. також Дисекція шиї)
- Stomia — накладання стоми (інколи, помилково називають, штучна нориця (фістула), наприклад холецистостомія).
- Punctio — проколювання, пункція
- Ectomia (ектомія) — повне видалення.
- Resectio — резекція, видалення частини органа.
- Amputatio — ампутація, видалення периферійної частини кінцівки або органа.
- Exarticulatio — виокремлення кінцівки в суглобі.
- Raphia — пришивання.
- Plastica — пластика, відновлення форми і функції змертвілих або видалених частин тіла.
- Scopia — (дослівно — огляд; дивитись) діагностична операція для візуального встановлення діагнозу (діагностична лапароскопія).

### За об'ємом втручань, щодо органу
- Органозберігаючі
- Органощадні

### Особливі види
- мініінвазивні (ендоскопічні операції під контролем ультразвукового, рентгенологічного обладнання; як підвид — ендоваскулярні)
- мікрохірургічні (виконуються із застосуванням оптичних (збільшувальних) пристроїв)

## Схема характеристики хірургічної операції
При оперативному лікуванні необхідно користуватися чіткою схемою, що дозволяє методично вірно характеризувати цей метод. При плануванні операції повинні бути враховані наступні параметри:
1. Показання
2. Протипоказання
3. Умови
4. Набір хірургічних інструментів для операції
5. Необхідні заходи передопераційного періоду
6. Вкладання пацієнта на операційному столі, фіксування
7. Знеболювання
8. Хірургічний доступ
9. Оперативний спосіб
10. Закінчення операції
11. Необхідні заходи післяопераційного періоду
12. Небезпеки та ускладнення операції
13. Післяопераційне спостереження та догляд